# Jbel Sirwa

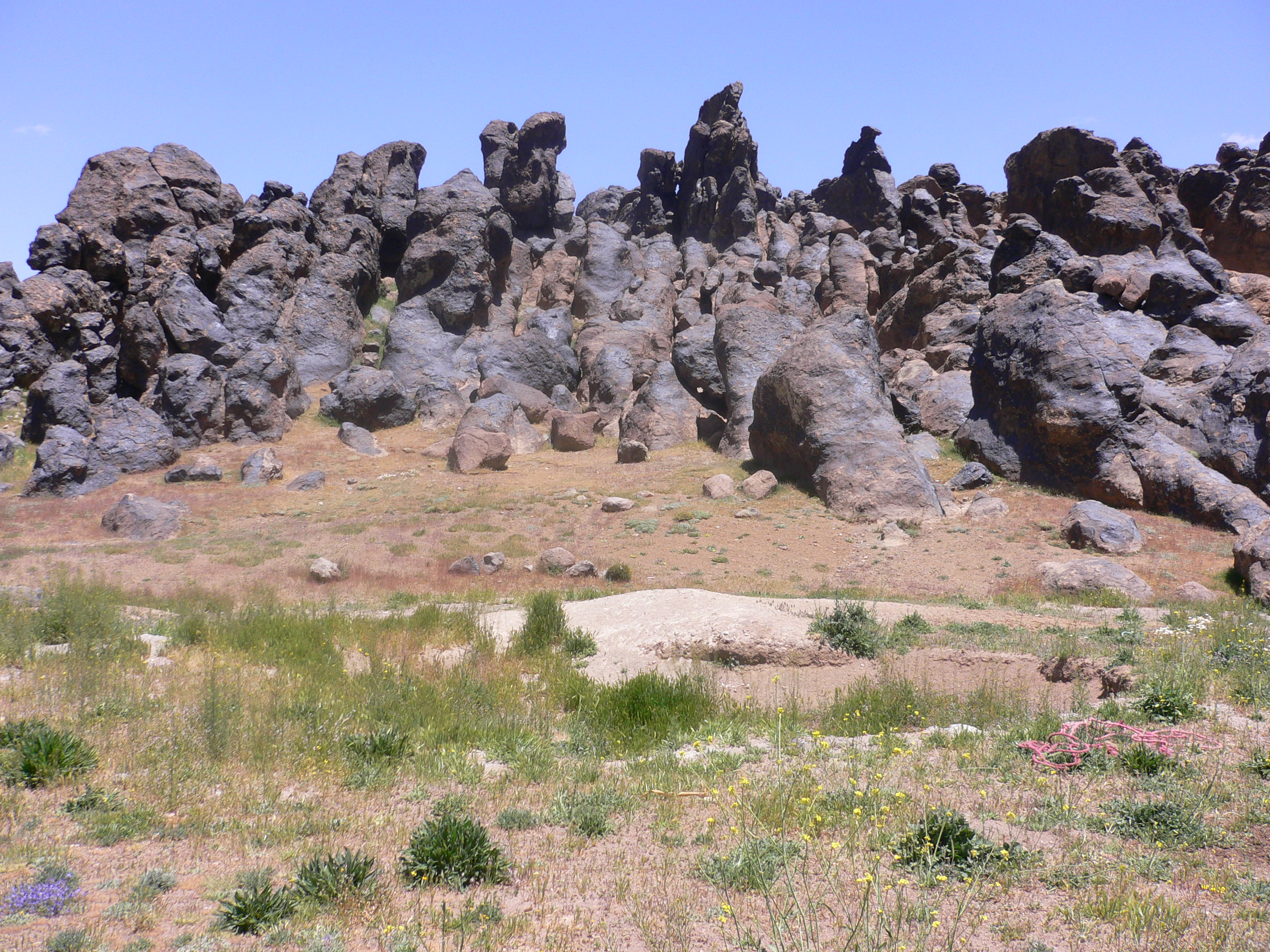
Rochas vulcânicas no Jbel Sirwa

O Jbel ou Monte Sirwa (ou Siroua; pronúncia: sirua) é uma montanha do  sul de Marrocos, a mais alta da cordilheira do Antiatlas (3 304 m), situada na região administrativa de Souss-Massa-Drâa.
O maciço do Sirwa une o Alto Atlas ao Alto-Atlas, encontrando-se a sul do ao sul do maciço do Toubkal, o mais alto do Norte de África. O Monte Sirwa é o que resta de um antigo estratovulcão muito alto e muito vasto, que foi desmantelado no lugar onde emergem diques geológicos e terrenos de lava negra. O vulcão data do Mioceno tardio ou Plioceno precoce.

## Clima
As chuvas são fracas e irregulares no macicço de Sirwa, atingindo uma média anual de 400 mm nos ucmes. A grande altitude resulta no aparecimento fugas de neve em algumas ocasiões.

## Ocupação humana
A população, maioritariamente de de etnia berbere, distribui-se por inúmeras aldeias chamadas localmente de kasbahs (casbás, que em sentido estrito designam castelos ou fortalezas tradicionais) e douars, com casas de taipa de barro, muitas delas com celeiros coletivos e fortificados chamados igoudars ou agadirs, os quais são símbolos de uma tradição antiga e arreigada.
Ao pé das aldeias encontram-se campos agrícolas irrigados por torrentes onde se cultiva sobretudo trigo, cevada, açafrão e amendoeiras. A pastorícia é também uma atividade importante para a população local; nos vastos espaços do maciço encontram-se inúmeros currais, localmente chamados azib, onde os pastores berberes seminómadas berberes passam uma parte do ano — nas terras baixas durante o inverno e nas pastagens de altitude na primavera e verão.
Uma atividade económica célebre na região é a tecelagem de tapetes, vendidos principalmente no soco (feira) de Taznaght.
As principais atividades turísticas da região são as caminhadas a pé ou a cavalo através das paisagens onde contrasta a aridez desértica com profundos vales trabalhados pelo homem. A escalada dos pitões (cumes ou escarpas) de basalto que eriçam a paisagem é outro dos atrativos turísticos.